# Maxillaria floribunda
Maxillaria floribunda är en orkidéart som beskrevs av John Lindley. Maxillaria floribunda ingår i släktet Maxillaria och familjen orkidéer. Inga underarter finns listade i Catalogue of Life.